# Különvélemény (bulvárlap)
Különvélemény – alcíme szerint "Gerő Sándor lapja". Havonta kétszer megjelenő bulvárlap. Kolozsvárt indult 1934. október 23-án, címébe az 1935/15-ös számtól kezdve felvette az Erdélyi, címe ekkortól Erdélyi Különvélemény. 1939 őszén szűnt meg.

## Tartalmáról
Első számaiban a Nyugat Mai dekameronjából (Budapest, 1932) átvéve folytatásokban közölte Tamási Áron Új székely Antikrisztus c. novelláját, mely későbbi megjelentetéseiben Himnusz egy szamárról címmel szerepelt, a szépirodalom azonban hamarosan háttérbe szorult a színházi és bár-pletykákat, személyi leleplezéseket szellőztető zsurnalisztika mellett. A Különvélemény szívesen támogatta az Országos Magyar Pártot bíráló belső ellenzéket.
Egy-egy beszélgetés Ugron Gábor volt főispánnal vagy Hirschler József pápai prelátussal, fellépése a kártya- és rulettklubok ellen, valamint színészportréi, így a fiatal "Kovács Gyurka" bemutatása szintén megtalálható benne.
Erdélyben először a Különvélemény hasábjain jelentek meg részletek Illyés Gyula Oroszország c. kötetéből.